# 비엔호아
비엔호아시(베트남어: Thành phố Biên Hòa / 城舖邊和)는 베트남 동남부 지방에 위치한 동나이성의 성도로, 인구는 1,119,190명(2022년 인구조사 기준)이다. 베트남 고속도로 1호선이 지나가며 호찌민시에서 동쪽으로 30km 정도 떨어진 곳에 위치한다. 베트남 남부 지방의 대표적인 공업 도시이기도 하다.

## 역사
베트남 공화국(남베트남)의 수도였던 사이공(현재의 호찌민시)의 교외 지역으로 성장했으며 제1차 인도차이나 전쟁 때에는 베트남 북부와 중부 지역에서 온 난민 수만 명(주로 천주교 신자가 많았음)이 이 곳으로 피난가기도 했다.
베트남 전쟁 때 미국이 이 곳에 공군 기지를 세우기도 했지만 많은 주민들이 남베트남 해방민족전선(베트콩)에 동조했다.

## 행정구역
비엔호아는 29개의 방(坊)과 1개의 사(社)를 관할한다.
| 명칭                            | 면적 (km2) | 인구 (명) | 인구밀도 (명/km2) |
| ------------------------------- | ---------- | --------- | ----------------- |
| 방 (29)                         |            |           |                   |
| 안빈 (An Bình / 安平)           | 10,40      | 57,700    | 5,548             |
| 안화（An Hòa / 安和)            | 9,21       | 22,925    | 2,489             |
| 빈다 (Bình Đa / 平多)           | 1,26       | 23,398    | 18,570            |
| 브우화 (Bửu Hòa / 保和)         | 4,17       | 23,238    | 5,573             |
| 브우롱 (Bửu Long / 保隆)        | 5,74       | 32,080    | 5,589             |
| 히엡화（Hiệp Hòa / 協和)        | 6,97       | 15,468    | 2,219             |
| 화안（Hóa An / 化安)            | 6,85       | 33,099    | 4,832             |
| 화빈 (Hòa Bình / 和平)          | 0,56       | 10,320    | 18,429            |
| 호나이 (Hố Nai / 呼狔)          | 3,89       | 41,922    | 10,777            |
| 롱빈 (Long Bình / 隆平)         | 35,00      | 133,206   | 3,806             |
| 롱빈떤 (Long Bình Tân / 隆平新) | 11,44      | 61,532    | 5,379             |
| 프윽떤（Phước Tân / 福新)       | 42,77      | 52,602    | 1,230             |
| 꽝빈 (Quang Vinh / 光榮)        | 1,20       | 25,627    | 21,356            |
| 꾸옛탕 (Quyết Thắng / 決勝)     | 1,39       | 20,303    | 14,606            |
| 땀화 (Tam Hòa / 三和)           | 1,22       | 18,787    | 15,399            |

| 명칭                       | 면적 (km2) | 인구 (명) | 인구밀도 (명/km2) |
| -------------------------- | ---------- | --------- | ----------------- |
| 땀히엡 (Tam Hiệp / 三協)   | 2,17       | 35,747    | 16,473            |
| 딴프억（Tam Phước / 三福)  | 45,10      | 53,731    | 1,191             |
| 떤비엔 (Tân Biên / 新邊)   | 6,11       | 43,879    | 7,182             |
| 떤하인（Tân Hạnh / 三行)   | 6,06       | 9,407     | 1,552             |
| 떤화 (Tân Hòa / 新和)      | 3,95       | 47,955    | 12,141            |
| 떤히엡 (Tân Hiệp / 新協)   | 3,46       | 41,719    | 12,058            |
| 떤마이 (Tân Mai / 新梅)    | 1,37       | 22,429    | 16,372            |
| 떤펌 (Tân Phong / 新豐)    | 16,86      | 61,051    | 3,621             |
| 떤띠엔 (Tân Tiến / 新進)   | 1,32       | 18,299    | 13,863            |
| 떤반 (Tân Vạn / 新萬)      | 4,33       | 17,738    | 4,097             |
| 타인빈 (Thanh Bình / 清平) | 0,35       | 6,161     | 17,603            |
| 통녓 (Thống Nhất / 統一)   | 3,43       | 29,139    | 8,495             |
| 짱자이 (Trảng Dài / 浪曳)  | 14,46      | 120,250   | 8,316             |
| 쭝중 (Trung Dũng / 忠勇)   | 0,86       | 32,045    | 37,262            |
| 사 (1)                     |            |           |                   |
| 럼흥 (Long Hưng / 隆興)    | 11,73      | 6,874     | 586               |

## 경제
비엔호아는 남베트남에 있는 약 6개의 산업단지를 중심으로 한 산업의 중심지다.
- 비엔호아 제I 산업단지 3.35 km2
- 비엔호아 제2 산업단지 3.65 km2
- 아마타 산업단지 6.74 km2
- 롱빈 산업단지 개발
- Agtex 롱빈 산업단지 - AGTEX 28: 0.43 km2
- 땀프억 산업단지 3.23 km2

## 교통
비엔호아는 국가의 중요한 교통 중심지이자 남부의 핵심 경제 지역의 중요한 관문이다. 비엔호아시가 중앙 정부에 의해 도시가 될 때, 이 도시는 도로, 철도, 수로 및 항공 운송을 위한 매우 중요한 교통 허브였다. 동나이강 시스템이 흐르고 대운하 시스템이 깊숙한 내륙으로 이어지는 수로가 매우 편리하다. 동나이 항만 시스템은 동나이강 유역에서 가장 큰 내륙 항만 시스템이다.

## 자매 도시
- 푸리, 베트남
- 경상남도, 대한민국
- 김해시, 대한민국
- 참파사크, 라오스